# تپه گورستان قاسم
تپه قبرستان قاسم مربوط به عصر مس است و در شهرستان سلسله، بخش فیروزآباد، دهستان فیروزآباد، روستای آب باریک علیا واقع شده و این اثر در تاریخ ۲۸ اسفند ۱۳۸۵ با شمارهٔ ثبت ۱۸۸۶۲ به‌عنوان یکی از آثار ملی ایران به ثبت رسیده است.